# Troels Vinther
Troels Rønning Vinther (født 24. februar 1987 i Them) er en tidligere professionel dansk landevejscykelrytter. 
Han begyndte sin karriere i Silkeborg IF Cykling. I 2007 skrev han kontrakt med det svenskbaserede hold unibet.com, som i 2008 hed Cycle Collstrup. I 2009 cyklede han for danske Team Capinordic. 
Han måtte i slutningen af 2019 stoppe sin cykelkarriere som følge af et styrt i marts måned, hvor han pådrog sig en hjernerystelse.